# Boxafrikameisterschaften 2017
Die 19. AIBA Afrikameisterschaften im Boxen 2017 der Elite wurden vom 17. bis zum 25. Juni in Brazzaville, der Hauptstadt der Republik Kongo, ausgetragen. Gemeldet waren 190 männliche und 51 weibliche Boxer aus 31 Nationen. Alle 40 Medaillengewinner bei den Männern qualifizierten sich zudem zur Teilnahme an den Weltmeisterschaften 2017 in Hamburg.
Als Starttermin war zunächst der 27. Mai geplant, jedoch wurde dieser Termin vom afrikanischen Verband AFBC auf den 17. Juni verschoben, um die hohen Ansprüche eines so prestigeträchtigen Wettbewerbs sicherzustellen.

## Medaillengewinner der Männer
| KLASSE                          | GOLD                  | SILBER                    | BRONZE                                                 |
| ------------------------------- | --------------------- | ------------------------- | ------------------------------------------------------ |
| Halbfliegengewicht (bis 49 kg)  | Mathias Hamunyela     | Simplice Fotsala          | Hassan Shaffi Bakari Yassine Mohamed                   |
| Fliegengewicht (bis 52 kg)      | Mohamed Flissi        | Otukice Mohammed          | Marco Jérome Andrianarivelo Héritier Nkolomoni Sankuru |
| Bantamgewicht (bis 56 kg)       | Jean Jordy Vadamootoo | Geoffrey Kaketo           | Gerson Silva Rocha Bilel Mhamdi                        |
| Leichtgewicht (bis 60 kg)       | Nick Okoth            | Reda Benbaziz             | Mohamed Hamout Jean John Colin                         |
| Halbweltergewicht (bis 64 kg)   | Jonas Junias          | Eslam Mohamed             | Dival Malonga Mbaya Mulumba                            |
| Weltergewicht (bis 69 kg)       | Muzamiru Kakande      | Merven Clair              | Nkumbu Silungwe Walid Sedik Mohamed                    |
| Mittelgewicht (bis 75 kg)       | Wilfried Ntsengue     | Hosam Bakr Abdin          | Anauel Ngamissengue John Nzioka Kyalo                  |
| Halbschwergewicht (bis 81 kg)   | Ulrich Rodrigue Yombo | Chouaib Ouahdi            | Mbachi Kaonga Rodrigue Ngalebaya                       |
| Schwergewicht (bis 91 kg)       | Abdeljalil Abouhamda  | Laury Yannick Pembouabeka | Christian Ndzie Tsoye Tumba Silva                      |
| Superschwergewicht (über 91 kg) | Arsène Fokou Fosso    | David Ayiti               | Uosry Rezk Mostafa Hafez Carlos Mbuyi Masia            |

## Medaillengewinner der Frauen
| KLASSE                         | GOLD              | SILBER                    | BRONZE                                  |
| ------------------------------ | ----------------- | ------------------------- | --------------------------------------- |
| Halbfliegengewicht (bis 48 kg) | Souhila Bouchene  | Christine Akoa Bengono    | Amel Chebbi Miora Tina Andriamiarisoa   |
| Bantamgewicht (bis 54 kg)      | Ouidad Sfouh      | Nadege Marline Niambongui | Essele Jaelle Bibiche Ndaja Miki        |
| Halbweltergewicht (bis 64 kg)  | Oumaïma Bel Ahbib | Soumaya Tabarkokt         | Aratwa Kasemang Herline Sharufa Rachidi |